# Medal Armii Okupacyjnej
Medal Armii Okupacyjnej (ang. Army of Occupation Medal) – medal Sił Zbrojnych Stanów Zjednoczonych, ustanowiony przez Departament Wojny 5 kwietnia 1946 roku. Medal został stworzony po II wojnie światowej w celu uhonorowania członków personelu wojskowego, którzy pełnili służbę okupacyjną w Niemczech, Włoszech, Austrii lub Japonii.
Początkowo Medal Armii Okupacyjnej był przeznaczony tylko dla żołnierzy Armii Stanów Zjednoczonych, ale w 1948 roku został rozszerzony również na Siły Powietrzne Stanów Zjednoczonych wkrótce po utworzeniu tej formacji jako osobnego rodzaju sił zbrojnych. Warunkiem otrzymania medalu było odbycie co najmniej trzydziestu następujących po sobie dni służby wojskowej na wyznaczonym obszarze geograficznym okupacji wojskowej.
W 1947 roku ustanowiono Medal Służby Okupacyjnej Marynarki Wojennej, analogiczne odznaczenie dla członków Marynarki Wojennej Stanów Zjednoczonych, Korpusu Piechoty Morskiej i Straży Wybrzeża.

## Historia
Chociaż odznaczenie zatwierdzono w 1946 roku, dopiero rok później udekorowano nim pierwsze osoby. Pierwszy Medal Armii Okupacyjnej został wręczony gen. Dwightowi Eisenhowerowi, który był Naczelnym Dowódcą Sojuszniczych Sił Ekspedycyjnych na froncie zachodnim II wojny światowej w Europie.
Ze względu na status prawny Berlina Zachodniego jako terytorium okupowanego Medal Armii Okupacyjnej wydawany był przez czterdzieści pięć lat aż do zjednoczenia Niemiec w 1990 roku, co czyni go jednym z najdłużej czynnych odznaczeń wojskowych II wojny światowej i zimnej wojny. Co z tego wynika, niektórzy odznaczeni urodzili się dwa pokolenia po zakończeniu wojny, do której zakończenia i skutków miał się odnosić medal. Podobnie jak Medal Służby Obrony Narodowej, Medal Armii Okupacyjnej został więc uznany za odznaczenie „wielopokoleniowe”.

## Opis
Awers medalu przedstawia charakterystyczne wieże Mostu Ludendorffa w Remagen, gdzie wojska amerykańskie po raz pierwszy przekroczyły Ren, uważany za bramę do Niemiec. U góry widnieje prosty napis ARMY OF OCCUPATION. Rewers wersji dla armii przedstawia zaś tradycyjne japońskie łodzie płynące po jeziorze Shōji na tle góry Fudżi oraz datę 1945.
Wstążka składa się z trzech koloraów, białego, czarnego i czerwonego, symbolizujących barwy narodowe okupowanych krajów. Na wstążkę każdego medalu zakładano okucie z nazwą obszaru geograficznego, w którym żołnierz pełnił służbę okupacyjną: GERMANY za służbę w Niemczech od 9 maja 1945 do 5 maja 1955 roku, w Austrii od 9 maja 1945 do 27 lipca 1955 roku, we Włoszech od 9 maja 1945 do 15 września 1947 roku lub w Berlinie Zachodnim od 9 maja 1945 do 2 października 1990 roku oraz JAPAN za służbę w Japonii od 3 września 1945 do 27 kwietnia 1952 roku lub w Korei od 3 września 1945 do 29 czerwca 1949 roku.
Ponadto lotnikom, którzy odsłużyli co najmniej 92 kolejne dni w ramach obsługiwania berlińskiego mostu powietrznego w latach 1948–1949, przysługiwała specjalna nakładka na medal i baretkę w kształcie miniatury samolotu transportowego C-47.